# Valentin Inzko
Valentin Inzko (Feistritz im Rosental, 22 de maio de 1949) é um diplomata austríaco que foi Alto Representante para a Bósnia e Herzegovina de 26 de março de 2009 a 31 de julho de 2021. Entre 2009 e 2011, serviu também como Representante Especial da União Europeia para a Bósnia e Herzegovina. É um membro da minoria eslovena.
Foi embaixador da Áustria na Bósnia e Herzegovina entre 1996 e 1999, e na Eslovénia entre 2005 e 2009.
Em 9 de junho de 2009, Inzko usou seus poderes pela primeira vez e demitiu dois policiais. Os dois oficiais eram Bosniak Himzo Đonko, um comissário de polícia do cantão de Herzegovina-Neretva, acusado de ameaçar oficiais internacionais bósnios em uma tentativa de obstruir uma investigação em suas acusações de abuso de poder, e o servo bósnio Radislav Jovičić, um funcionário do estado bósnio. Agência de investigação e proteção, alegou ter usado seus subordinados para seguir ilegalmente e observar o pessoal de Inzko.